# Ángel González (futbolista paraguayo)
Ángel Ariel González González (Encarnación, Paraguay; 4 de febrero de 2003) es un futbolista paraguayo. Juega de guardameta y su equipo actual es el Club Libertad de la Primera División de Paraguay.

## Trayectoria
Formado en las inferiores del Club Libertad, González debutó en el primer equipo en la temporada 2021 tas las bajas de los porteros Martín Silva y Carlos Servín.

## Selección nacional
González es internacional juvenil por Paraguay.
En enero de 2022, fue citado a la selección de Paraguay.
Fue citado al Campeonato Sudamericano Sub-20 de 2023.

## Estadísticas
Actualizado al último partido disputado el 2 de marzo de 2021
| Club              | Div.          | Temporada     | Liga  | Liga  | Copas nacionales | Copas nacionales | Copas internacionales | Copas internacionales | Total | Total |
| Club              | Div.          | Temporada     | Part. | Goles | Part.            | Goles            | Part.                 | Goles                 | Part. | Goles |
| ----------------- | ------------- | ------------- | ----- | ----- | ---------------- | ---------------- | --------------------- | --------------------- | ----- | ----- |
| Libertad Paraguay | 1.ª           | 2021          | 2     | 0     | 0                | 0                | 0                     | 0                     | 2     | 0     |
| Libertad Paraguay | 1.ª           | 2022          | 0     | 0     | 0                | 0                | 0                     | 0                     | 0     | 0     |
| Libertad Paraguay | Total club    | Total club    | 2     | 0     | 0                | 0                | 0                     | 0                     | 2     | 0     |
| Total carrera     | Total carrera | Total carrera | 2     | 0     | 0                | 0                | 0                     | 0                     | 2     | 0     |